# Nepenthes gracilis
Nepenthes gracilis is een vleesetende bekerplant uit de familie Nepenthaceae. Het verspreidingsgebied beslaat een groot deel van Zuidoost-Azië. Het is met name een algemene soort op de Soenda-eilanden. De natuurlijke habitat bestaat vooral uit laagland.

## Verspreiding
Nepenthes gracilis behoort samen met N. mirabilis en N. ampullaria tot de drie wijdst verspreide Nepenthes-soorten. Hij is inheems op Borneo, Sumatra, Centraal-Celebes, het Maleisisch schiereiland, Cambodja, Singapore en het uiterste zuiden van Thailand. Ook is de plant aangetroffen op een groot aantal omliggende eilanden. Met name op de Soenda-eilanden is het een algemene soort.

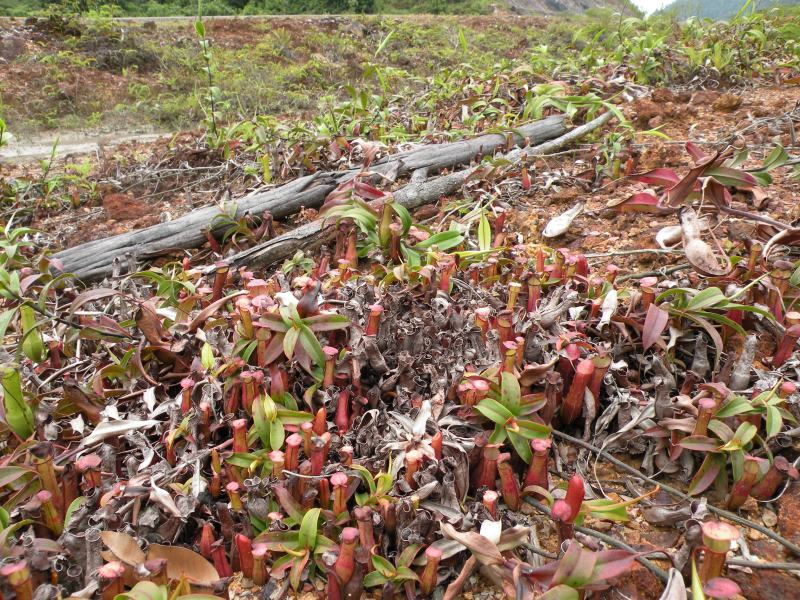
Habitat van Nepenthes gracilis in Pahang, op het Maleisisch schiereiland

N. gracilis groeit vooral in het laagland en is het talrijkst tot 100 meter boven zeeniveau. Boven 1000 meter is het een zeldzame plant, al is hij aangetroffen op ongeveer 1700 meter hoogte.

## Ontdekkingsgeschiedenis
Nepenthes gracilis werd ontdekt door de Nederlandse botanicus Pieter Willem Korthals, tijdens een expeditie voor de Natuurkundige Commissie voor Nederlands-Indië. In 1839 beschreef Korthals de wetenschappelijke naam in zijn werk Over het geslacht Nepenthes, wat de eerste monografie was die het geslacht behandelde. Het werd in 1839 gepubliceerd in Coenraad Jacob Temmincks Verhandelingen over de Natuurlijke Geschiedenis der Nederlandsche overzeesche bezittingen. De soortnaam gracilis, Latijn voor 'slank', is een verwijzing naar de relatief smalle vangbekers van de plant.

## Beschrijving
De vangbekers van Nepenthes gracilis zijn langwerpig en slank en hebben een zeer smal peristoom (bekerrand). De bekers zijn voor zover bekend de enige in hun soort door de waslaag aan de onderzijde van hun operculum (deksel). Net als bij alle Nepenthes-soorten wordt hier ook nectar geproduceerd. De dieren die zich met de nectar voeden hebben normaliter geen moeite met de wasachtige substantie, maar tijdens de regen werkt het operculum als een vangmechanisme. De inslag van de waterdruppels doet de dieren hun grip verliezen, zodat ze in de bekervloeistof daaronder vallen.

## Natuurlijke hybriden
Ondanks het grote verspreidingsgebied van Nepenthes gracilis zijn natuurlijke hybriden relatief zeldzaam. De volgende combinaties zijn beschreven:

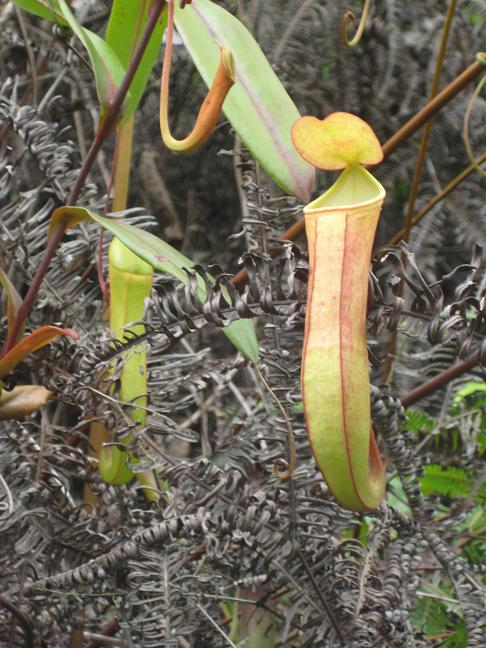
N. albomarginata × N. gracilis
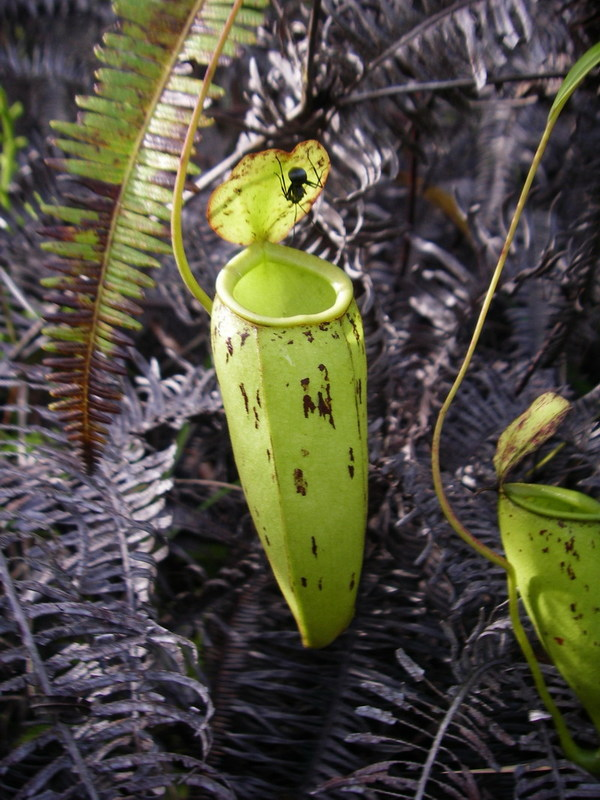
N. ampullaria × N. gracilis [=N. × trichocarpa]
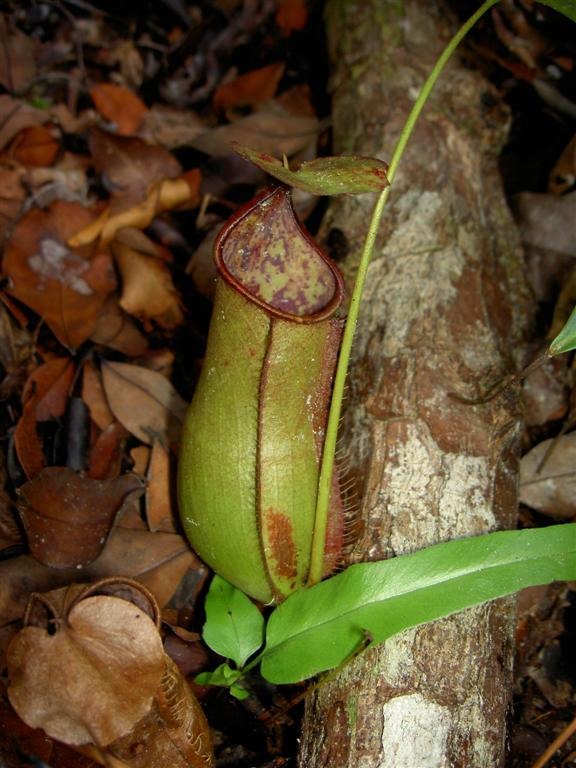
(N. ampullaria × N. gracilis) × N. bicalcarata [=N. × trichocarpa × N. bicalcarata]
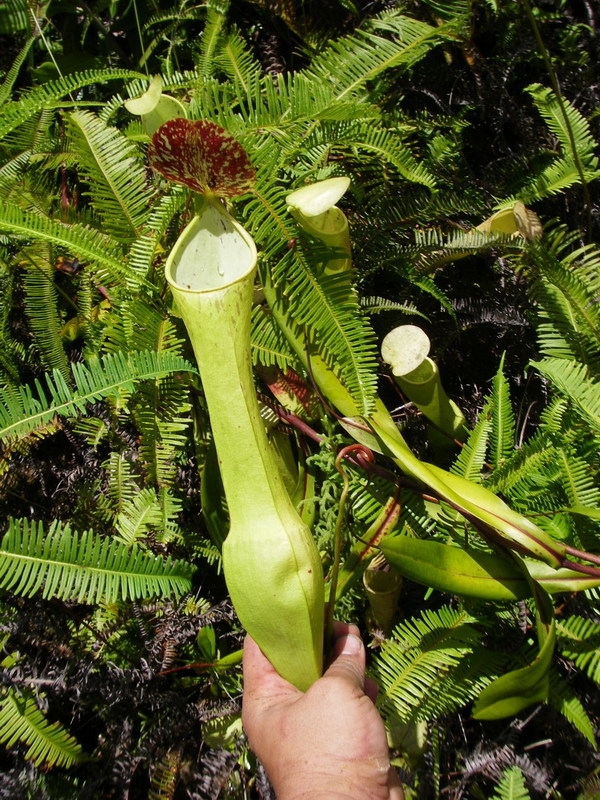
N. bicalcarata × N. gracilis [=N. × cantleyi]
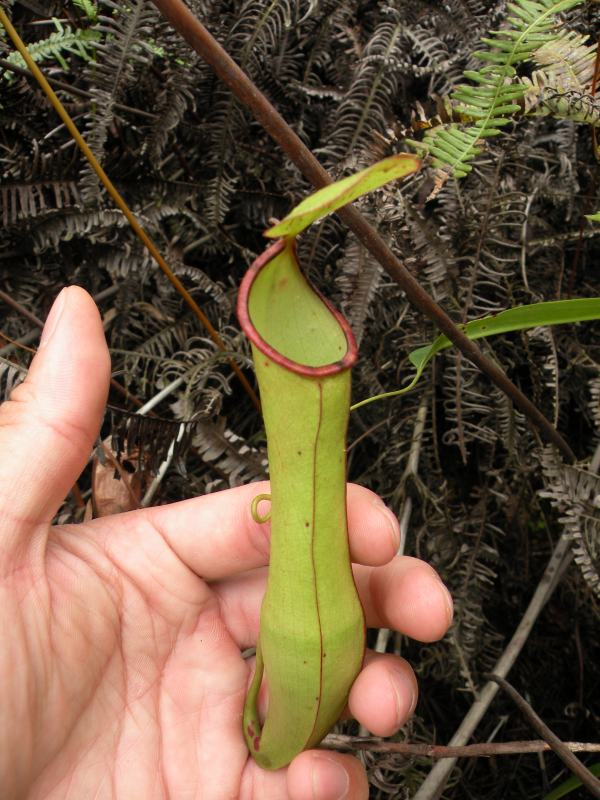
? N. eustachya × N. gracilis
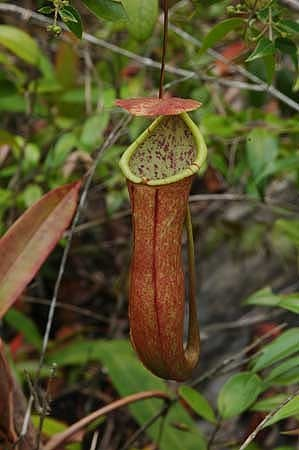
N. gracilis × N. mirabilis [=N. × sharifah-hapsahii, N. × ghazallyana, N. × grabilis, N. neglecta?]
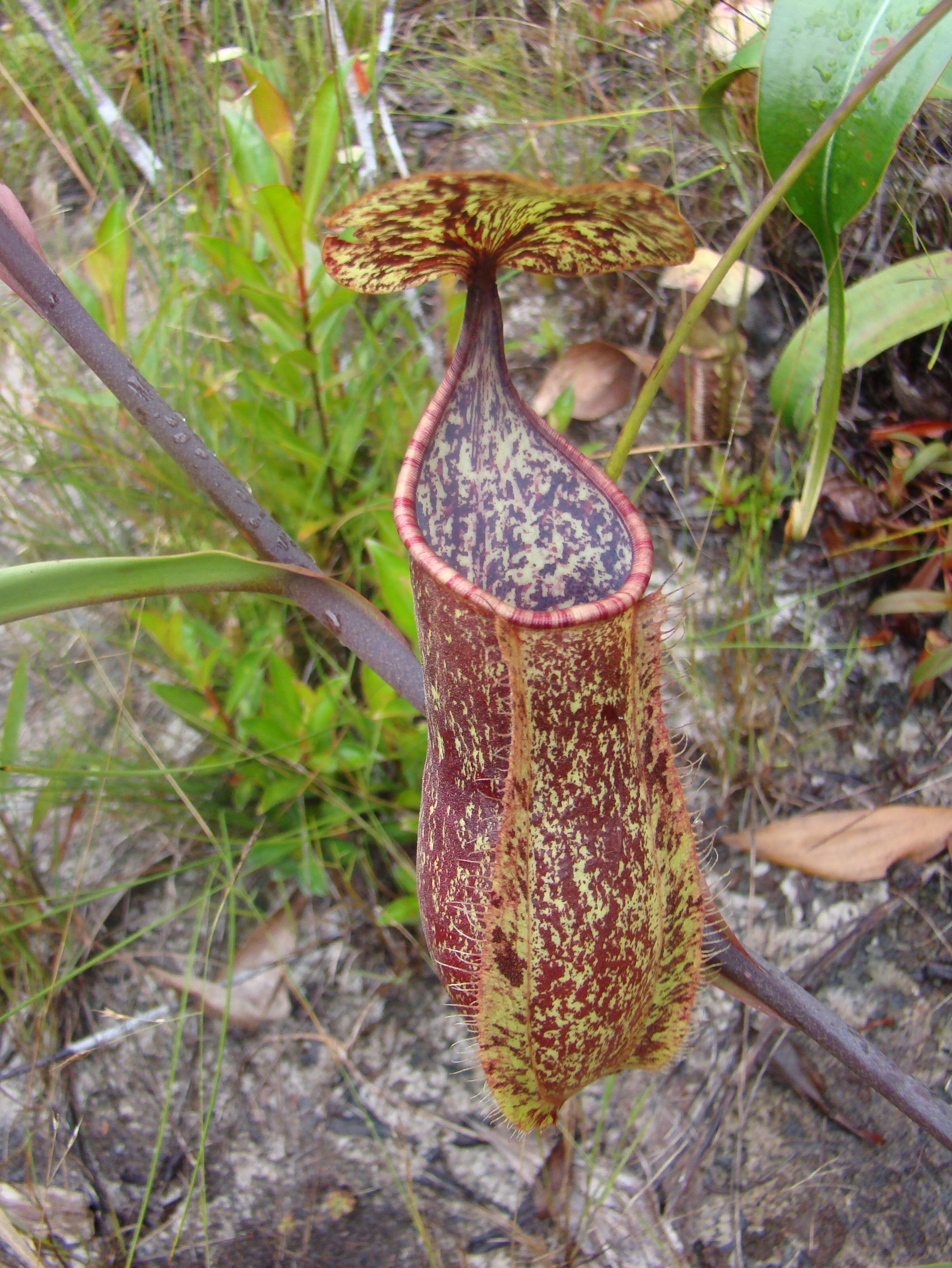
N. gracilis × N. northiana [=N. × bauensis]
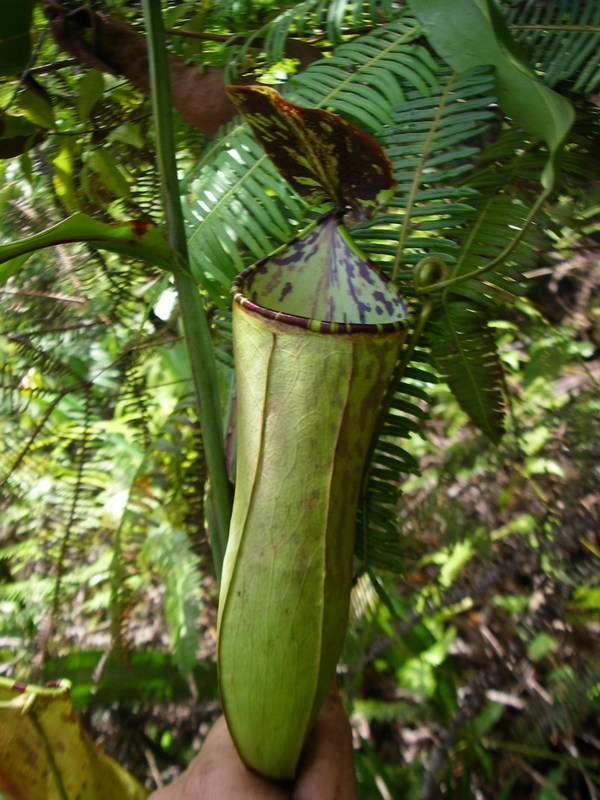
N. gracilis × N. rafflesiana
- N. gracilis × N. reinwardtiana
- N. gracilis × N. sumatrana

- N. albomarginata × N. gracilis
- N. ampullaria × N. gracilis
- N. bicalcarata × N. gracilis
- ? N. eustachya × N. gracilis
- N. gracilis × N. mirabilis
- N. gracilis × N. northiana
- N. gracilis × N. rafflesiana
- N. gracilis × N. sumatrana

... · 
N. alata · 
N. albomarginata · 
N. ampullaria · 
N. argentii · 
N. aristolochioides · 
N. attenboroughii · 
N. bicalcarata · 
N. bokorensis · 
N. bongso · 
N. boschiana · 
N. burkei · 
N. campanulata · 
N. chaniana · 
N. danseri · 
N. deaniana · 
N. densiflora · 
N. diatas · 
N. distillatoria · 
N. edwardsiana · 
N. ephippiata · 
N. gracilis · 
N. gymnamphora · 
N. hirsuta · 
N. inermis · 
N. insignis · 
N. jamban · 
N. khasiana · 
N. lamii · 
N. leyte · 
N. lingulata · 
N. lowii · 
N. macfarlanei · 
N. macrophylla · 
N. madagascariensis · 
N. masoalensis · 
N. maxima · 
N. mirabilis · 
N. monticola · 
N. northiana · 
N. ovata · 
N. peltata · 
N. pervillei · 
N. pitopangii · 
N. rafflesiana · 
N. rajah ·
N. rhombicaulis · 
N. rosea ·
N. sanguinea · 
N. sibuyanensis · 
N. spathulata · 
N. tenax · 
N. tenuis · 
N. veitchii ·
N. ventricosa ·
N. vieillardii ·
N. villosa · 
...